# Paní Motýlek
Paní Motýlek aneb Mladý muž odnaproti, zpravidla uváděno jen jako Paní Motýlek (ve francouzském originále Madame Papillon, ou le Jeune Homme d´en face) je opereta (autorským označením „bouffonerie musicale“, tj. hudební bufonérie) o jednom dějství francouzského skladatele Jacquese Offenbacha na libreto Ludovica Halévyho (napsaného pod pseudonymem Jules Servières). Premiéra se konala 3. října 1855 v pařížském divadle Théâtre des Bouffes-Parisiens, přesněji v jeho letním působišti salle Lacaze na Avenue des Champs-Élysées.

## Vznik, historie a charakteristika
Paní Motýlek byla od otevření Bouffes-Parisiens 5. července 1855 již deváté Offenbachovo dílo pro jeho scénu. Divadlo totiž potřebovalo naplnit a obměňovat program, který sestával ze tří až čtyř aktových kusů každý večer, a dosud ke každému napsal hudbu právě Offenbach (v některých případech pod pseudonymem A. Lange). Jedinou výjimkou byla opereta Une Pleine-Eau, ke které napsali hudbu hrabě Rainulphe Marie Eustache d'Osmond a Jules Costé a libreto mladý úředník Ludovic Halévy pod pseudonymem Jules Servières. Pod tímto pseudonymem Halévy napsal pro Offenbachovo divadlo již zahajovací dílko Entrez, Messieurs, Mesdames! a nyní i k Paní Motýlkovi. Původní text libreta byl po předložení k cenzuře nepatrně zmírněn: tak se jméno hlavní představitelky změnilo z Mme Retapée (zhruba Paní Naklepaná) na Mme Papillon (paní Motýlek) a jméno jejího partnera z M. Folichard (zhruba Pan Blázínek) na Dubuisson (zhruba Pan Keřík).
Jednalo se o rozverné komické dílko pouze pro dva mužské komiky a hlavní atrakcí byl Étienne Pradeau, představitel Patachona z nesmírně populárních Dvou slepců, se svou „siluetou k popukání“ a v ženském převleku.
Offenbachova partitura k tomuto dílku nebyla rozsáhlá a obsahovala jen komicko-parodické kusy. Pozornost upoutalo zejména živé bolero, které Pradeau ve svém podání doprovázel komickým tancem a imitací hudebních nástrojů (pozounu, kontrabasu). Následoval duet mezi Sophonisbou a Alcidem a Alcidova píseň, která byla parodií známé árie Robert, toi que j’aime – Grâce, grâce z čtvrtého dějství Meyerbeerova Roberta ďábla.
Kritika byla k tomuto kusu, který posouval styl Offenbachova divadla k rozpustilé grotesce, mnohdy shovívavá; recenzent Revue et gazette musicale de Paris obdivoval její „duchaplnou vervu“ a považoval ji za „zkomponovanou podle všech uměleckých pravidel“. Našly se však i pochyby („hrubozrnná buffonérie, která nesesadí z trůnu Dva slepce“ – Albert Monnier v Le Journal pour rire), ba i příkré odsudky. Paul Scudo, vlivný kritik časopisu Revue des Deux Mondes, označil Paní Motýlek za „opravdovou jarmareční podívanou“ a zavdal mu podnět k celkovým výtkám na adresu Offenbachovy hudební tvorby a divadelního vkusu. I český Offenbachův životopisec mnohem později vytýká této operetě „laciný humor“. Zatímco Pradeauovo expresivní herectví si našlo obdivovatele, výkon debutanta Wilfreda byl označen za „prostřední“.
Paní Motýlek se hrála zhruba čtyřicetkrát, od premiéry až do zavření divadla v Salle Lacaze (3. 12. 1855). Na novém působišti Bouffes-Parisiens v Choiseulově pasáži pak už jen dvakrát (2. a 3. ledna 1856). Pradeauovo bolero sice dosáhlo jisté popularity (i když ne takové jako bolero ze Dvou slepců, jak předvídal mj. Benoît Jouvin v Le Figaru), naděje na dosažení obdobného úspěchu s Paní Motýlkem jako se Dvěma slepci se však nenaplnila a obecenstvo si však nakonec pískotem vynutilo její stažení z repertoáru. Hudba k této operetě nebyla vydána a Paní Motýlka už ani domovské, ani žádné jiné divadlo nehrálo. Do současnosti se zachoval jen cenzurní opis libreta z ruky Ludovica Halévyho.

## Osoby a první obsazení

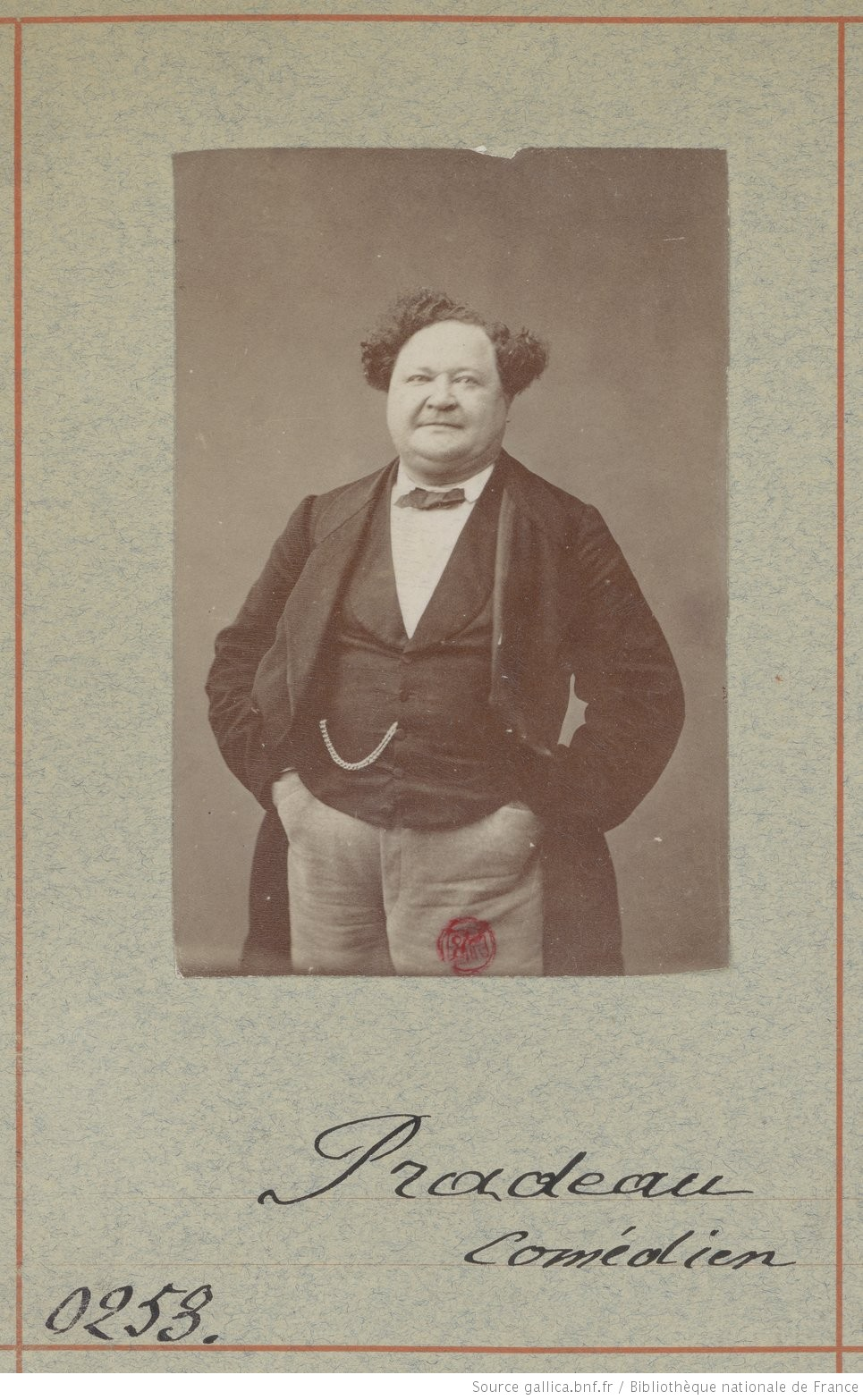
Étienne Pradeau

| osoba               | hlasový obor | světová premiéra (3.10.1855) |
| ------------------- | ------------ | ---------------------------- |
| Sophonisbe Papillon | tenor        | Étienne Pradeau              |
| Alcide Dubuisson    | tenor        | Wilfrid                      |
| Dirigent:           | Dirigent:    | Jacques Offenbach            |

## Děj
Bodrá Toulousanka, vdova jménem Sophonisbe Papillon, přijela do Paříže, aby se informovala o svém nastávajícím zeti. Pronajala si pokoj, a protože je přesvědčena, že na ní mohou všichni muži oči nechat, laškuje s každým, zejména s mladým mužem v protějším okně. Neočekávané se vrací jiný mladík, Alcide Dubuisson. Je to zdejší bývalý nájemník, jehož pokoj byl znovu pronajat v jeho nepřítomnosti a bez jeho vědomí. Po různých nedorozuměních se ukáže, že Alcide je oním nápadníkem Sophonisbiny dcery, a že se na poslední chvíli před svatbou chtěl povyrazit cestováním a návštěvou plesu v opeře. Sophonisbe hrozí, že k sňatku nesvolí, ale Alcide ji má nyní v hrsti, protože se stal svědkem jejího flirtování s mužem odnaproti. Za slib mlčení obdrží od Sophonisby kýžený souhlas k sňatku. Oba odjíždějí do Toulouse a Sophonisbe může nájem pokoje nabídnout některému z diváků v první řadě…